# Sen Dog
Сен Дог (англ. Sen Dog, настоящее имя — Сенен Рейес (исп. Senen Reyes), род. 20 ноября 1965, Гавана) — американский рэпер, член известной хип-хоп-группы Cypress Hill. В дополнение к работе с Cypress Hill является ведущим вокалистом рэп-рок-группы SX-10 и развивает сольную карьеру.

## Биография
Когда ему было 14 лет, его семья эмигрировала в США, где через некоторое время он со своим младшим братом Mellow Man Ace создал испаноязычную рэп-группу под названием DVX. После того, как его старший брат решил заняться сольной карьерой под новым именем Mellow Man Ace, группа DVX распалась. Тогда же зародилась группа Cypress Hill.